# Balacobaco (telenovela)
Balacobaco é uma telenovela brasileira produzida e exibida pela Record entre 4 de outubro de 2012 e 20 de maio de 2013 em 163 capítulos, sucedendo Máscaras e precedendo Dona Xepa. É a 20.ª novela exibida pela emissora desde a retomada da dramaturgia em 2004, sendo também a nona telenovela das dez.
Foi criada e escrita por Gisele Joras, com a colaboração de texto de Alessandra Colasanti, Ana Clara Santiago, Camilo Pellegrini, Carla Piske e Rodrigo Nogueira, trazendo a direção geral de Edson Spinello e a direção de criação de Spinello, Leonardo Miranda, Guto Arruda Botelho e Rogério Passos.
Contou com Juliana Silveira, Victor Pecoraro, Bruno Ferrari, Bárbara Borges, Roberta Gualda, Simone Spoladore, Solange Couto e Roger Gobeth nos papéis principais.

## Produção
Originalmente a telenovela se chamaria Passado Próximo, em decorrência ao fato da protagonista se casar com o assassino de sua irmã, porém, logo depois, a direção decidiu mudá-lo para Balacobaco, expressando de forma mais humorada a temática de comédia da trama. A autora entregou a sinopse da telenovela em 2010, logo após o fim de Bela, a Feia, porém esta só foi aprovada e recebeu o aval para ser produzida dois anos depois. As gravações começaram em 8 de agosto de 2012. Gisele Joras declarou que buscou escrever um folhetim tradicional, fundamentando-se na comédia e trazendo "atrativos bem populares". A autora escreveu a telenovela diretamente de Londres, no Reino Unido, onde estava morando para estudar sobre televisão.
O diretor da telenovela explicou que a intenção era fugir das dramaticidades e de histórias densas, visto que o país passava por um momento assim politicamente, buscando por uma dramaturgia mais leve e sem correr os riscos de cair em algo incompreensível como a antecessora, Máscaras: "Ela tem um humor leve que bebe em várias fontes. Queremos que as pessoas cheguem em casa e relaxem em seus sofás, esquecendo os problemas do dia a dia. É uma telenovela diferente dos moldes da que vai sair do ar". Juliana Silveira se machucou durante a gravação de uma cena onde a personagem de Alice Assef lhe dava uma surra. As gravações do último capítulo se encerraram em 27 de abril, um mês antes de ser levado ao ar. A abertura da telenovela foi inspirada nas intervenções artísticas urbanas do artista plástico britânico Banksy, sendo que três empresas de animação ficaram responsáveis por criar a vinheta com efeitos sob as obras citadas.

### Cenografia e figurinos

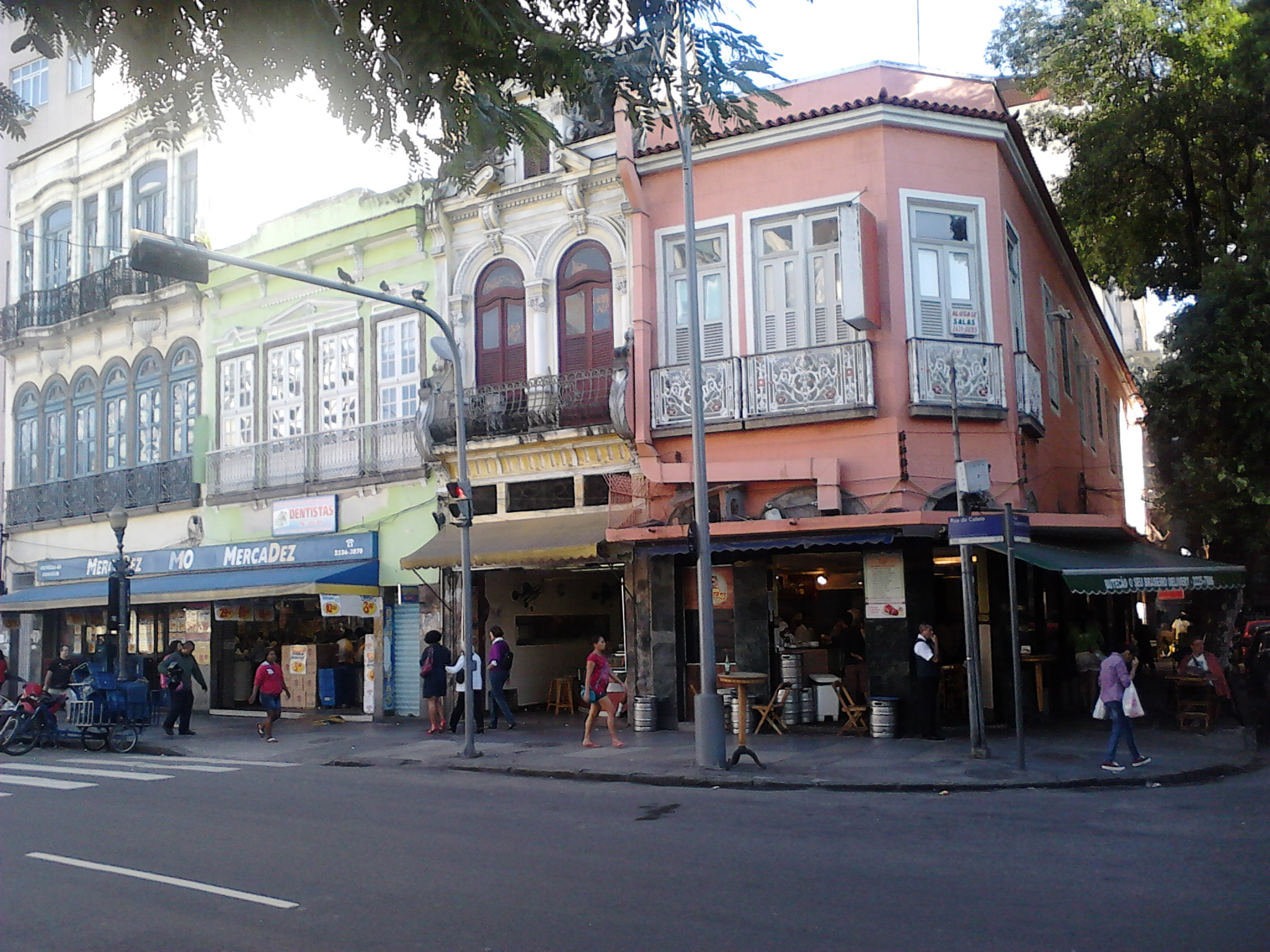
O bairro do Catete, no Rio de Janeiro, foi o cenário principal da telenovela.

O bairro do Catete, Zona Sul do Rio de Janeiro, foi utilizado como cenário principal da telenovela, centralizando a maior parte das histórias cômicas. Já a parte nobre da telenovela, onde se passa a trama dos protagonistas, foi ambientada na Barra da Tijuca, bairro nobre na Zona Oeste da capital carioca. Nos estúdios do RecNov foi construída uma cidade cenográfica de 3.000m² que reproduziu os dois bairros, trazendo quarenta cenários diferentes. O diretor de cenografia Daniel Clabunde e a cenógrafa Fabiana Massariol foram responsáveis pela ambientação e pela criação artística do cenário, tendo apenas três meses para erguer toda a estrutura. Além disso, o cenógrafo também revelou que cada moradia dos personagens foi construída de acordo com sua personalidade, exemplificando que o apartamento de Arthur e Lígia, por serem um casal mais velho, trazia vários móveis de madeira maciça e antigo. Ao todo a cenografia foi orçada em R$ 5 milhões. Segundo Daniel, a ideia dos artistas não foi reproduzir uma cópia fiel do bairro, mas sim juntar alguns pontos principais da arquitetura colonial proveniente do final do século XIX".
Sobre os figurinos, Edson Spinello, diretor da novela, revelou que buscou expressar o tom cômico e irreverente da história, optando por roupas e cenários mais coloridos e tropicais, expressando o Rio de Janeiro mais festivo. O estilista Claudio Carpenter ficou responsável pela escolha dos figurinos, optando por opções encontradas em lojas populares, uma vez que a trama se passava em sua maior parte em um bairro de classe média, trazendo inspiração também no estilo tropical utilizado pelo diretor cinematográfico Pedro Almodóvar: "A intenção é ser uma coisa bem popular. Criei para a novela um figurino um tom acima, com muita cor, maxi-color. O exagero nas cores e nos detalhes é de propósito, para que o figurino sobressaia. É um estilo kitsch". Houve uma distinção entre os figurinos do núcleo cômico, que trouxe um tom mais exagerado e colorido, e do núcleo principal, optando por tons pastéis mais sóbrios para não contrastar com as cenas de dramaticidade.

### Escolha do elenco

O elenco principal de Balacobaco – Rodrigo Phavanello, Simone Spoladore, Juliana Silveira, Victor Pecoraro, Bárbara Borges, Roberta Gualda e Bruno Ferrari, respectivamente.

Balacobaco foi uma das poucas telenovelas que não apresentou grandes mudanças de elenco após sua escalação original, mantendo a maioria de seus nomes quando escolhidos. Paulo Figueiredo, Umberto Magnani, Bruno Ferrari e Juliane Trevisol foram os primeiros nomes confirmados no elenco. Em 25 de junho Bárbara Borges e Roberta Gualda foram anunciadas para o papel das gêmea bivitalina. Juliana Silveira foi um dos últimos nomes a serem anunciados, sendo confirmadas como a protagonista Isabel. Simone Spoladore chegou a ser cogitada pela direção para o papel, porém acabou sendo convidada para interpretar Violeta. Juliana foi escalada após fazer uma solicitação à direção, uma vez que estava incomodada por estar de férias há três anos, desde o final de Chamas da Vida, após Corpos Partidos, trama inédita desenvolvida por Ana Maria Moretzsohn da qual seria protagonista, ter sido cancelada.
Beth Goulart foi confirmada como Lígia, porém acabou pedindo afastamento para se dedicar à peça Simplesmente Eu, Clarice Lispector, sendo substituída por Lu Grimaldi. Thiago Mendonça realizou testes para interpretar Breno, porém a emissora decidiu por Léo Rosa. Originalmente Julianne Trevisol ficaria até o final da telenovela, porém a atriz pediu liberação para estrear o espetáculo teatral Porcos com Asas, tendo sua personagem viajado nas primeiras semanas, se tornando participação especial. Juliana Silveira e Bárbara Borges repetiram a dupla entre protagonista e antagonista dez anos depois da nona temporada de Malhação, na qual tinham desenvolvido o mesmo perfil dos personagens. Foi a primeira telenovela em que Antônia Fontenelle e Joana Balaguer integraram o elenco principal, uma vez que antes as atrizes haviam apenas feito participações especiais e estado no elenco do seriado Malhação. Além disso, foi a última telenovela completa de Umberto Magnani, que viria a morrer quatro anos depois, durante as primeiras semanas de gravações de Velho Chico, da Rede Globo.

## Enredo
Isabel (Juliana Silveira) é uma arquiteta bem sucedida que vê sua vida ruir quando descobre que seu marido, Danilo (Roger Gobeth), perdeu tudo em jogos de azar e esquemas ilegais, além de sua irmã morrer em um acidente misterioso, deixando-a com a guarda da sobrinha Taís (Letícia Medina). O dono do cassino clandestino que Danilo deve, Norberto (Bruno Ferrari), fica obcecado por Isabel, fazendo tudo para tê-la, até mesmo esconder sua verdadeira face ao fingir ser um empresário sério e o responsável pela morte de sua irmã. Ele namora Diva (Barbara Borges), gêmea bivitalina de Dóris (Roberta Gualda), que querem se vingar de Isabel, já que a arquiteta foi responsável por mandá-las para a cadeia quando tentaram roubar seu carro dez anos antes. Quem acaba se mostrando o grande amor da vida de Isabel é Eduardo (Victor Pecoraro), dono da agência de turismo ecológico Aventura Radical, construída com a herança de seu falecido pai. Sua mãe, Lígia (Lu Grimaldi), se casou novamente com o mulherengo Arthur (Luiz Guilherme), pai de Norberto do primeiro casamento, o que sempre gerou grande confusão, já que o mau-caráter cultiva inveja e raiva por Eduardo há muito tempo, tanto pelo fato de ser sócio minoritário em sua empresa, quanto pelo sucesso do bom rapaz.
No bairro do Catete mora Violeta (Simone Spoladore), uma instrutora de autoajuda completamente desequilibrada e que também trabalha no bar do pai, Osório (André Mattos), escrevendo mensagens bizarras dentro dos pasteis, inspirada pelos biscoitos da sorte, variando de acordo com seu humor. Ela namora o radialista Plínio Policarpo (Rodrigo Phavanello), mas morre de ciúmes das mulheres que assediam ele por seu programa romântico. Na rádio também trabalha Josefina (Cristina Pereira), uma empregada doméstica que comanda um programa sobre sexo sob o nome de Marcelona Garanhona sem que ninguém saiba sua verdadeira identidade. No bairro também mora a mãe das gêmeas Paranhos, Cremilda (Solange Couto), uma cômica charlatã que sobrevive de golpes com seu ajudante Zé Maria (Sílvio Guindane) e nunca deu uma chance para Osório por querer um homem rico. O ajudante ainda realiza filmagens publicitárias precárias de gosto duvidoso com a ajuda dois amigos homossexuais, Patrick (Thierry Figueira) e Breno (Léo Rosa) – que se apaixona por Vitor, sem saber que ele na verdade é Violeta disfarçada para vigiar Plínio. É nesta confusão que entra Vinagre (Leandro Léo), garçom do bar de Violeta e que sempre foi apaixonado por ela, mas também se sente atraído por Vitor sem entender o por que.
Ainda há outras histórias, como de Lucas (Wagner Santisteban), um rapaz frágil que encontra o pai, Arthur, na cama com sua noiva no dia do casamento. Revoltado, ele conta com a ajuda da amiga Catarina (Joana Balaguer) para seduzir Arthur e acabar com o casamento dos pais como vingança, porém acaba se apaixonando pela parceira de plano. Mirela (Thaís Pacholek) e André (Rômulo Estrela) vivem um namoro falido, mas ambos acabam redescobrindo o amor com outros: ele se envolve num triângulo com Catarina e Luiza (Mariah de Moraes), enquanto ela se vê como amante de Vicente (Rafael Calomeni), que também vivia um casamento infeliz com Celina (Ingra Liberato). A sobrinha de Isabel, Taís, se torna alvo da disputa entre o universitário Rafael (Vitor Facchinetti) e o inexperiente Marcos (Lucas Cotrim) – que nunca se quer tinha beijado – e se torna rival de Vitória (Giullia Buscacio), que também deseja os dois. Norberto ainda precisa lidar com Arnaud (André Di Mauro), seu principal capanga que passa a tentar derruba-lo do posto com o passar do tempo, e Fabiana (Alice Assef), sua amante que se revoltada ao perceber que ele nunca vai assumi-la e decide se tornar a pior inimiga do rapaz.

## Elenco
| Intérprete         | Personagem                         |
| ------------------ | ---------------------------------- |
| Juliana Silveira   | Isabel Vilela                      |
| Victor Pecoraro    | Eduardo Sampaio Corrêa             |
| Bruno Ferrari      | Noberto Botelho                    |
| Barbara Borges     | Diva Paranhos                      |
| Roberta Gualda     | Dóris Paranhos                     |
| Roger Gobeth       | Danilo Godoy                       |
| Simone Spoladore   | Violeta Osório                     |
| Solange Couto      | Cremilda Paranhos / Madame Zenaide |
| André Mattos       | Antônio Osório (Osório) / Deodoro  |
| Sílvio Guindane    | Zé Maria Nunes                     |
| André Di Mauro     | Arnaud Bittencourt                 |
| Luiz Guilherme     | Arthur Botelho                     |
| Lu Grimaldi        | Lígia Sampaio Corrêa Botelho       |
| Paulo Figueiredo   | Adamastor Campos Moura             |
| Rômulo Estrela     | André Aragão                       |
| Wagner Santisteban | Lucas Sampaio Corrêa Botelho       |
| Mariah de Moraes   | Luiza Leite Oliveira               |
| Joana Balaguer     | Catarina Fortunato                 |
| Rodrigo Phavanello | Plínio Policarpo                   |
| Cristina Pereira   | Josefina Barros / Marcelona        |
| Thaís Pacholek     | Mirela Jordão                      |
| Ingra Liberato     | Celina Sampaio Corrêa              |
| Rafael Calomeni    | Vicente Sampaio Corrêa             |
| André Segatti      | Magno Moura                        |
| Léo Rosa           | Breno Pedrosa                      |
| Thierry Figueira   | Patrick Pimenta                    |
| Leandro Léo        | Ivaldo Batista (Vinagre)           |
| Rafael Zulu        | Mauro Barreto                      |
| Gabriela Moreyra   | Joana Veloso                       |
| Ricardo Petraglia  | Horácio Pedrosa                    |
| Manoelita Lustosa  | Etelvina Pedrosa                   |
| Stella Freitas     | Hilda Batista                      |
| Alice Assef        | Fabiana Travassos                  |
| Daniel Aguiar      | Jaime Lemos                        |
| Letícia Medina     | Taís Vilela Corrêa                 |
| Lucas Cotrim       | Marcos Viegas                      |
| Giullia Buscacio   | Vitória Travassos Porto            |
| Vitor Facchinetti  | Rafael Fortunato Corrêa            |
| João Camargo       | Duílio Osório (Fuílio)             |
| Roberta Almeida    | Norminha                           |
| Roberta Santiago   | Lurdes                             |
| Júlia Fajardo      | Adriana Padilha                    |
| Umberto Magnani    | Genivaldo Aragão                   |
| Antônia Fontenelle | Marlene Leite Aragão               |
| Antônio Pompêo     | Álvaro Amaral                      |
| Marcelo Borghi     | Paulo Brito (Lito)                 |
| Malu Pizatto       | Mariana                            |
| Bia Abreu          | Laura Moura                        |
| Ana Cecília Banal  | Gabriela Fortunato Corrêa (Gabi)   |

### Participações especiais
| Intérprete        | Personagem              |
| ----------------- | ----------------------- |
| Renato Góes       | Josias                  |
| Julianne Trevisol | Betina Pontes           |
| Victor Fasano     | Nestor Brandão Vilela   |
| Juliana Baroni    | Teresa Vilela Brandão   |
| Gonçalo Diniz     | João Paulo Antunes      |
| Eduardo Pires     | Lúcio Vilar             |
| Silvia Bandeira   | Abigail Teixeira Vilela |
| Ângela Leal       | Heloísa Amaral          |
| Íris Bruzzi       | Horácia Pedrosa         |
| Nill Marcondes    | Darley                  |
| Daniel Alvim      | Bernardo                |
| Mateus Rocha      | Delegado Neném          |
| Anna Markun       | Carcereira              |
| Giordanna Forte   | Lola                    |
| Julia Duarte      | Teresa Vilela Corrêa    |
| Mariana Duarte    | Teresa Vilela Corrêa    |
| Rafael Cortez     | Ele mesmo               |

## Música
Balacobaco é uma trilha sonora condizente à novela de mesmo título, exibida pela Rede Record. O álbum foi lançado em 11 de novembro de 2012.
Lista de faixas
| N.º | Título                       | Música                          | Personagem tema                    | Duração |  |
| 1.  | "No Balacobaco"              | Brasil Company                  | Abertura                           | 3:43    |  |
| 2.  | "Zum Zum Zum"                | Caviar com Rapadura             | Diva e Doris                       | 3:25    |  |
| 3.  | "Quem Ama não Deixa de Amar" | Banda Calypso e Amado Batista   | Violeta e Vinagre                  | 3:31    |  |
| 4.  | "Pingos de Amor"             | Papas da Língua                 | Lucas e Luiza / Lucas e Catarina   | 3:16    |  |
| 5.  | "Presente de Aniversário"    | Eduardo Costa e Alexandre Pires | Osório e Cremilda                  | 3:42    |  |
| 6.  | "País Tropical"              | Adryana Ribeiro                 | Breno e Patrick                    | 3:20    |  |
| 7.  | "Arrasta a Sandália"         | Mart'nália e Jair Rodrigues     | Cremilda                           | 3:47    |  |
| 8.  | "Elas Ficam Loucas"          | Diego Faria                     | Violeta                            | 3:45    |  |
| 9.  | "Céu Azul"                   | Charlie Brown Jr.               | Isabel e Eduardo                   | 3:45    |  |
| 10. | "On My Way"                  | Brothers of Brazil              | Mirela e Vicente                   | 3:20    |  |
| 11. | "Once Upon a Time"           | Bernardo Falcone                | Taís e Marcos                      | 3:24    |  |
| 12. | "Coleção"                    | Maurício Manieri                | Isabel e Danilo / Isabel e Eduardo | 3:15    |  |
| 13. | "Cansei de Chorar"           | Wilsson & Soraia                | Violeta e Plínio                   | 3:31    |  |
| 14. | "Um Dia Pra Vadiar"          | Antonio Villeroy                | Celina e Magno                     | 3:38    |  |
| 15. | "Garçom"                     | Reginaldo Rossi                 | Osório                             | 3:27    |  |
| 16. | "Além da Nova Ordem"         | Júlio Serrano                   | Norberto                           | 3:31    |  |
| 17. | "Ela Pode Meter Gaia"        | Nildo Reis & Cristiano          | Doris e Zé Maria                   | 3:44    |  |
| 18. | "Eu E Vocé"                  | Léo & Junior                    | André e Luiza                      | 3:22    |  |
| 19. | "Vai Rolar um Auê"           | Tuca Fernandes                  | Diva e Norberto                    | 3:44    |  |
| 20. | "Em Balacobaco"              | Eduardo Dussek                  | Tema geral                         | 3:15    |  |

Outras canções não incluídas na trilha sonora
- "Ai Ai Neném" – Tuta Guedes (tema de Dóris)
- "Dourada Cor" – Tuca Fernandes (tema de Joana e Mauro)
- "Liga Pra Mim" – Lady Lu (tema de Dóris e Zé Maria)
- "Ô Lá em Casa!" – Léo & Júnior (tema de Zé Maria)
- "Sou o Cara pra Você" - Thiaguinho (tema de Rafael e Vitória)
- "Pif Paf" – Rhaissa Bittar (tema de Marlene e Aragão)
- "Quiero Besar Tu Boca" – Alejo e Marlon & Maicon (tema de Lígia)

## Recepção da crítica
| |  |  |
| Juliana Silveira (esquerda) e Rodrigo Phavanello (direita) foram elogiados por suas atuações em Balacobaco – ela pela trama densa da protagonista Isabel, enquanto ele pelo humorado locutor Plínio. |  |  |

Balacobaco recebeu críticas positivas dos profissionais especializados. Nilson Xavier, da coluna Blogosfera do UOL, disse que a telenovela "afastou o fantasma" de Máscaras ao apostar em uma abordagem totalmente oposta, elogiando a proposta "colorida, espalhafatosa e com trilha popularíssima" e acrescentando que foi louvável manter a mesma temática do início ao fim. O jornalista comparou Balacobaco à Cheias de Charme e Avenida Brasil, por abordarem o cotidiano nos bairros de classe C, elogiando a atuação de Bruno Ferrari. Heloísa Tolipan, do Jornal do Brasil, elogiou o apelo popular da trama, destacando as atuações de Bárbara Borges e Roberta Gualda como os elementos chaves da telenovela, das quais foram citadas como personagens bem construídos. Geraldo Bessa, do portal Terra, disse que Balacobaco conseguiu se despedir com dignidade depois de receber a difícil missão de suceder o fracasso de Máscaras, elogiando as atuações de Juliana Silveira, dita como madura, e Simone Spoladore e André Mattos: "Entre disfarces e nuances, pai e filha protagonizam sequências divertidas e bem construídas, onde a dupla mostra-se versátil e à vontade". O jornalista criticou a escalação de Victor Pecoraro como protagonista, descrito como inexpressivo, analisando que Bruno Ferrari acabou roubando a cena com "maldades e da boa atuação" em seu antagonista.
A redação da coluna Na Telinha, do UOL, disse que a atuação de Juliana Silveira era o ponto forte da telenovela, elogiando também a atuação cômica de Antonia Fontenelle, descrita como "um papel parecidíssimo com a imagem que tem perante a opinião pública", além da trilha sonora, dita como caprichada e adequada ao público alvo da classe C, a que a telenovela mirava. Foi analisado, porém, que alguns atores estavam sendo mal utilizados com personagens sem real importância, como Léo Rosa e Simone Spoladore e que Bárbara Borges, citada como "se destacando por sua ótima atuação", estava repetindo os trejeitos de sua personagem Elvira em Bela, a Feia. Fábio Mariano, do Olhar na TV, disse que a telenovela cumpriu o que prometia o título, sendo "realmente do balacobaco" e descrevendo-a como uma "uma montanha russa de emoções" pela narrativa ágil e pela mistura de humor e ação, tornando-a uma história "consistente e coerente", que conseguiu não chocar as tramas paralelas humoradas com a trama principal densa. Dentre as atuações destacadas como as melhores estiveram a protagonista Juliana Silveira, as cenas cômicas entre Phavanello e Simone Spoladore, as gêmeas de Bárbara e Roberta e a dupla de homossexuais interpretados por Thierry Figueira e Léo Rosa.

## Audiência
A estreia de Balacobaco obteve 8 pontos de audiência com picos de 13, representando um aumento de dois pontos em relação ao último capítulo de sua antecessora, Máscaras. No final da primeira semana, porém, a trama havia perdido uma parcela da audiência, finalizando os cinco primeiros dias com 4,8 pontos, fato justificado pela inconstante mudança de horário de um dia para o outro, uma vez que em cada dia Balacobaco estava entrando no ar em uma hora diferente até se estabilizar. Duas semanas depois, fixada às 22h30, a trama conseguiu recuperar-se e, em 26 de outubro, marcou 14 pontos com picos de 19. O último capítulo da telenovela, exibido no dia 20 de maio, obteve média de 8 pontos com picos de 11 pontos e share de 15%. A média final da telenovela foi de 7 pontos, a segunda menor de novelas da emissora desde a retomada da teledramaturgia, em 2004, sendo maior apenas que a antecessora, Máscaras.

## Prêmios e indicações
| Ano  | Prêmio                                         | Categoria                             | Indicação        | Resultado | Ref.   |
| ---- | ---------------------------------------------- | ------------------------------------- | ---------------- | --------- | ------ |
| 2013 | Banff World Media Festival                     | Melhor Telenovela                     | Balacobaco       | Venceu    | [ 41 ] |
| 2013 | Festival y Mercado de TV-Ficción Internacional | Melhor Obra de TV de Ficção / Comédia | Balacobaco       | Venceu    | [ 42 ] |
| 2013 | Prêmio Contigo! de TV                          | Melhor Atriz de Novela                | Juliana Silveira | Indicado  |        |
| 2013 | Prêmio Contigo! de TV                          | Melhor Ator de Novela                 | Victor Pecoraro  | Indicado  |        |
| 2013 | Prêmio Contigo! de TV                          | Melhor Ator de Novela                 | Bruno Ferrari    | Indicado  |        |
| 2013 | Prêmio Contigo! de TV                          | Melhor Atriz Coadjuvante              | Solange Couto    | Indicado  |        |
| 2013 | Prêmio Contigo! de TV                          | Melhor Ator Coadjuvante               | Silvio Guindane  | Indicado  |        |
| 2013 | Prêmio Contigo! de TV                          | Melhor Novela                         | Balacobaco       | Indicado  |        |
| 2013 | Prêmio Contigo! de TV                          | Melhor Autor de Novela                | Gisele Joras     | Indicado  |        |
| 2013 | Prêmio Contigo! de TV                          | Melhor Diretor de Novela              | Edson Spinello   | Indicado  |        |
| 2013 | Prêmio Contigo! de TV                          | Melhor Atriz Infantil                 | Bia Abreu        | Indicado  |        |
| 2013 | Prêmio Contigo! de TV                          | Melhor Atriz Infantil                 | Ciça Banal       | Indicado  |        |